# Трутовик чозениевый
Трутови́к чозениевый (лат. Polyporus choseniae) — несъедобный гриб-трутовик из рода Polyporus семейства Polyporaceae. 

## Описание
Плодовые тела однолетние, 4-10 см в диаметре, 0,5-1,5 см толщиной, вначале ракушковидные, затем плоские, одиночные или в небольших сростках, с боковой ножкой или зауженным в ножку основанием. Поверхность шляпки вначале шероховатая, покрытая редкими и регулярно расположенными чешуйками в виде тёмных пятнышек и радиально-вросшеволокнистая, вначале грязнокремовая или цвета скорлупы лесного ореха, затем охряная. Край одного цвета с поверхностью шляпки, радиально-вросшеволокнистый, вначале прямой, затем заворачивающийся внутрь. Гименофор трубчатый однослойный 0,5-4(-5) мм толщиной, почти не дифференцированный от ткани шляпки; поровая поверхность вначале желтовато-кремовая, затем грязно-оливково-желтоватая с тёмным налётом по краям трубочек; поры в количестве 1-4 на 1 мм, более или менее округлые и равновеликие.
Ткань 0,5-1,7 см толщиной, в свежем состоянии мясистая, при высыхании пробково-кожистая, белого цвета. Гифальная система димитическая со скелетно-связывающими гифами. Генеративные гифы 1,5-3 мкм в диаметре, с пряжками, регулярно ветвящиеся, гиалиновые тонкостенные. Скелетно-связывающие гифы трёх типов:
- регулярно дихотомически-разветвленные, 2,5-12,5 мкм в диаметре (диаметр уменьшается к периферии дендрита);
- их древовидные придатки 2-15 × 1-3,5 мкм;
- их волокновидные извилистые и почти сплошные придатки 2-5 мкм в диаметре.

Цистид нет.
Базидии размером 20-40 × 5,5-7 мкм, булавовидные, 4-споровые, с базальной пряжкой. Споры размером 8-11,7 × 3,1-4,7 мкм (Q* = 2,5), симметрично веретеновидные, гладкие, тонкостенные, ацианофильные, с нерегулярными глобулами в цитоплазме.
Растёт на усыхающих, сухостойных и валежных ивах и чозении на Северо-Востоке Европейской части России, в Сибири и на Дальнем Востоке. Отмечался также на Канарских островах.

## Сходные виды
Трутовик изменчивый.

## Охрана
Вид включён в красные книги Республики Бурятия (охраняется в Байкальском и Баргузинском заповедниках), Иркутской области (Прибайкальский национальный парк, Байкало-Ленский и Витимский заповедники), Магаданской области (Магаданский заповедник и заказник «Одян»), Еврейской автономной области.